# 도르래신경
도르래신경(trochlear nerve, /ˈtrɒklɪər/) 또는 활차신경(滑車神經)은 제4뇌신경, 뇌신경 IV 또는 CN IV로도 알려져 있으며 단일 근육(도르래 모양의 위빗근도르래(trochlea of superior oblique)를 통해 작동하는 눈의 위빗근(superior oblique muscle))에 신경을 분포시키는 뇌신경이다. 대부분의 다른 뇌신경과 달리 도르래 신경은 전적으로 운동 신경(체성 원심성 신경)이다.
여러 가지 면에서 도르래신경은 뇌신경 중에 독특한 특징을 가진다.
- 포함하는 축삭의 수를 기준으로 했을 때, 가장 작은 뇌신경이다.
- 두개내 구간의 길이가 가장 길다.
- 뇌줄기의 등쪽에서 나오는 유일한 뇌신경이다.
- 자신의 신경핵의 반대편에 위치한 위빗근을 지배한다. 도르래신경은 아래둔덕(inferior colliculus) 높이에서 뇌줄기를 나가기 전, 뇌줄기 안에서 반대편으로 교차한다. 뇌줄기 안에서 도르래신경핵이 손상되면 반대쪽 위빗근 마비가 오지만, 뇌줄기를 나온 뒤의 도르래신경이 손상되면 같은쪽 위빗근 마비가 온다.

## 구조

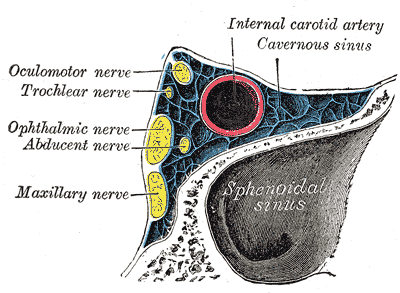
해면정맥굴

각 도르래신경은 중간뇌 안쪽에 위치한 도르래신경핵에서 시작된다. 도르래신경핵에서 나온 두 개의 도르래신경은 등쪽으로 나아가 등쪽 중간뇌로 나오기 전 서로 교차한다. 교차하는 지점은 아래둔덕 바로 아래쪽이다. 각각의 도르래신경은 따라서 처음 도르래신경핵 방향과 반대쪽으로주행하며, 처음에는 가쪽으로 나아가다가 다리뇌 주변에서 앞쪽으로 주행하며, 거미막밑공간에서 눈을 향해 계속 앞쪽으로 달린다. 이후 뒤대뇌동맥과 위소뇌동맥 사이를 지나가서 소뇌천막의 자유모서리 바로 아래의 경막을 뚫고 나온다. 뚫고 나오는 지점은 소뇌천막이 붙어 있는 모서리의 교차점과 가까우며, 뒤침대돌기에서 몇 mm 떨어지지 않았다. 이후 해면정맥굴의 바깥쪽 벽을 따라 주행한다. 최종적으로 도르래신경은 위눈확틈새를 통해 눈확으로 들어가 위빗근에 분포한다.

## 같이 보기
- 아래빗근